# 国鉄シキ70形貨車
国鉄シキ70形貨車（こくてつシキ70がたかしゃ）は、1959年（昭和34年）から1966年（昭和41年）にかけて16両が国鉄浜松工場で製造された30トン積み低床式大物車である。シキ70 - シキ77、シキ270 - シキ277の番号が付けられていた。シキ78・シキ79が欠番となった理由は不明である。シキ5形やシキ30形などの老朽取り替え用に製作された。
シキ40形とほぼ同一の仕様で造られており、全長は同じ12,300 mm（車体長11,500mm）である。ただし、台車の位置を外側にずらすことで、低床部の長さを5,100 mmと300 mm拡大している。低床部のレール面上高さは695 mmでこれはシキ40形と同じである。鋲接で組み立てられていたシキ40形と異なり溶接で組み立てられており、これにより自重は約3 トン軽い13.4 トンになった。台車はベッテンドルフ式2軸ボギー台車のTR41Cを2基装備し、空気ブレーキはKD180形である。
このクラスの輸送需要は自動車輸送に転移したことから、1978年度（昭和53年度）から1986年度（昭和61年度）にかけて順次廃車となった。廃車後もシキ74が沼津で、シキ277が浪速で留置されていた。前者は2003年（平成15年）頃にシキ290やシキ370とともに解体となり、後者は浪速貨物駅廃止前に神戸市内に移されトラ148523やトラ149195ともに2007年（平成19年）初頭まで放置されていた。